# Taunga
Taunga (auch: Tauga) ist eine Insel in der tonganischen Inselgruppe Vavaʻu. Im Jahr 2021 hatte Taunga 36 Bewohner.

## Geographie
Taunga liegt südlich des Zentrums des Archipels, in der Verlängerung der Insel Kapa. Sie ist die Nordwestspitze eines ausgedehnten Riffs, zu dem auch die Inselchen Pau, Ngau, Lekeleka und Tauta gehören. Das Riff zieht sich im Bogen nach Nordosten und läuft auf eine Landzunge von Vavaʻu zu, wo die Inselgruppe von Tapana liegt. Im Süden und Westen liegen in geringer Entfernung die Inseln ʻEueiki, ʻEuakafa und Katafanga.
Die Insel selbst ist in einen größeren Nordteil und einen kleinen Südteil gegliedert, die durch einen schmalen Isthmus miteinander verbunden sind. In der westlichen Bucht zwischen den beiden Inselteilen liegt nach Südwesten die Siedlung der Insel.

## Klima
Das Klima ist tropisch heiß, wird jedoch von ständig wehenden Winden gemäßigt. Ebenso wie die anderen Inseln der Vavaʻu-Gruppe wird Taunga gelegentlich von Zyklonen heimgesucht.

## Geschichte
Die Insel gehört der adligen Familie (Matapule) der ʻAkauʻola. 2007 verpachtete die Familie die Insel an Warwick International Hotels und zusammen mit der benachbarten staatlichen Insel Ngau soll dort ein Hotelkomplex entstehen.